# امرأة من نار (مسلسل)
مسلسل امرأة من نار مسلسل تلفزيوني مصري دراما عرض في رمضان 1425هـ/2004، من بطولة إلهام شاهين، تأليف عبد الحميد أبو زيد وإخراج رضا النجار.

## قصة
قررت ناهد المسيري (إلهام شاهين) الموافقة على طلب إدارة المستشفى بالعمل كممرضة لصالح رجل الأعمال الثري المقعد والمريض الدكتور منصور الراوي، الذي نجا منه وطفله الرضيع من حادث قتل توفيت فيه زوجته. تخفي ناهد طفلها من عباس السكري الذي هجرها وسافر إلى أوروبا، تبدأ ناهد التخطيط للزواج من منصور الراوي الذي كسبت ثقته، وعهد إليها بتربية طفله، بل واختارها وصية عليه بعد موته، بعد شهور قليلة يموت زوجها فتقرر ناهد الثأر لنفسها وابنها من الدنيا والفقر، فتستبدل ابن منصور بطفلها الذي بحوزة عمتها وتغادر بلدتها لمدينة أخرى لايعرفها فيها أحد.
بعد خمس سنوات تعود ناهد لمدينتها وتتوالى الأحداث...

## الممثلون
- إلهام شاهين: ناهد المسيري
- توفيق عبد الحميد: عباس السكري
- عزت أبو عوف: مدحت عبد الكريم
- هبة مجدي: ناريمان
- ناهد رشدي: نادية
- علاء زينهم: زينهم
- صلاح رشوان: منصور الراوي
- بسام رجب: صلاح المحامي
- ميمي جمال: نوال